# Euophrys rufibarbis
Euophrys rufibarbis là một loài nhện trong họ Salticidae.
Loài này thuộc chi Euophrys. Euophrys rufibarbis được Eugène Simon miêu tả năm 1868.